# Brahmidia whitei
Brahmidia whitei är en fjärilsart som beskrevs av Butler 1866. Brahmidia whitei ingår i släktet Brahmidia och familjen Brahmaeidae. Inga underarter finns listade i Catalogue of Life.